# Albert Göring
Albert Günther Göring (Friedenau, 9 maart 1895 - Neuenbürg, 20 december 1966) was een Duitse zakenman die tijdens het nazi-regime vele Joden en dissidenten wist te redden. Zijn oudere broer Hermann Göring was rijksmaarschalk van nazi-Duitsland en werd tijdens het Proces van Neurenberg vanwege onder meer misdaden tegen de menselijkheid ter dood veroordeeld.

## Jeugd

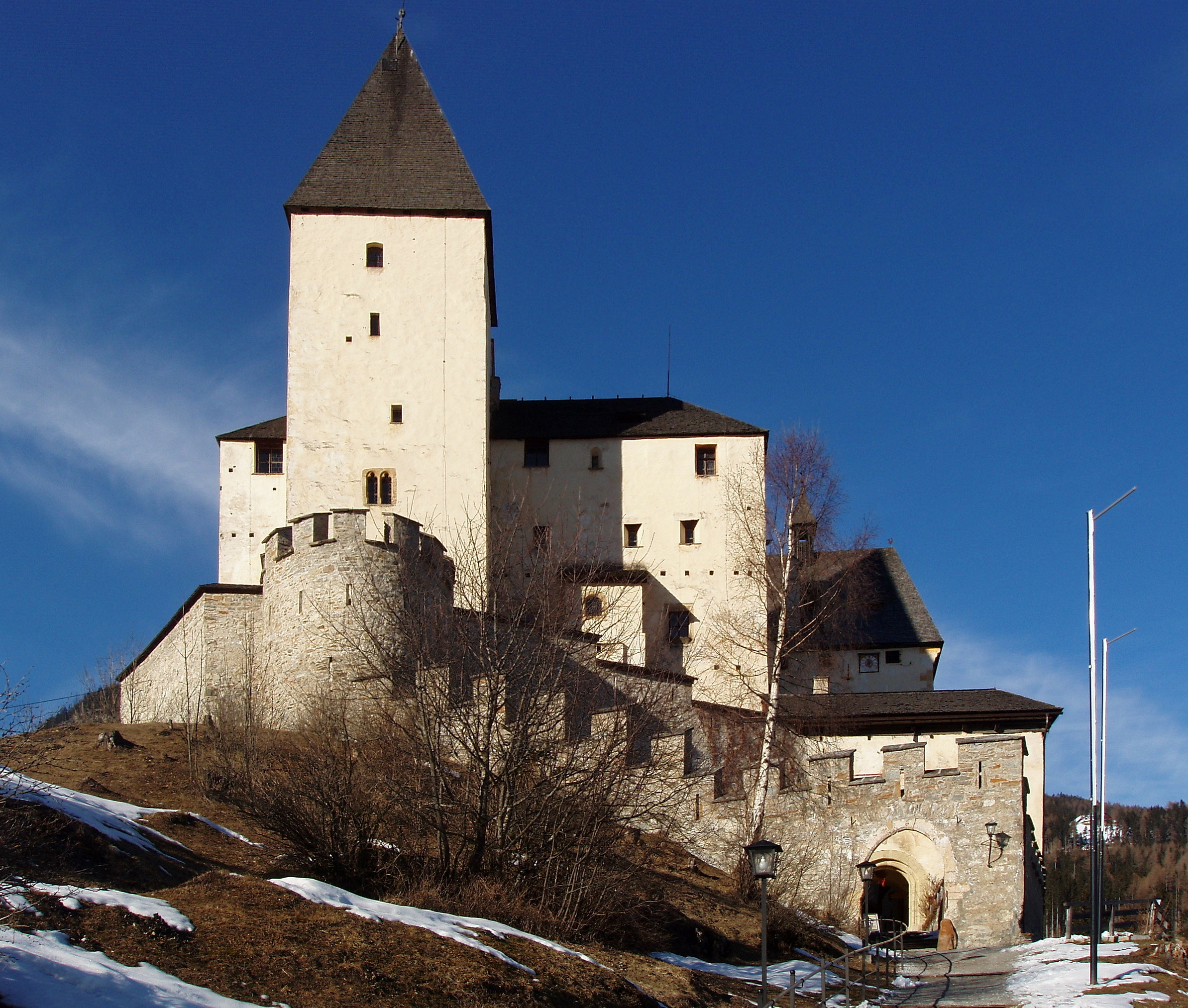
Burg Mauternhof, een van de kastelen waar Albert Göring opgroeide

Albert Göring was een zoon van de Duitse jurist en ambtenaar Ernst Heinrich Göring en zijn vrouw Franziska Tiefenbrunn. Alhoewel hij en zijn oudere broer Hermann goed met elkaar op konden schieten, hadden ze verschillende karakters: Hermann vertoonde meer bravoure dan zijn broer, Albert was een neerslachtige jongen. Hij leek uiterlijk zo sterk op zijn peetoom, ridder Hermann Epenstein, dat velen dachten dat deze zijn natuurlijke vader was.
Hij groeide op in de kastelen van Von Epenstein, die als een surrogaatvader voor de vijf kinderen Göring optrad, omdat vader Heinrich vanwege zijn werk veel afwezig was. Albert Göring nam van zijn peetoom diens voorliefde voor het "goede leven" over en werkte, zonder veel succes, als filmmaker in Wenen.

## Antinaziactiviteiten
De nazi's kwamen in 1933 in Duitsland aan de macht. Zijn broer Hermann was al sinds 1922 lid van de NSDAP en zou een van de belangrijkste figuren binnen het regime worden. Albert moest van de partij van Adolf Hitler en haar ideologie totaal niets hebben. Hij was een gelovig rooms-katholiek en antisemitisme was hem vreemd. In de jaren voor de Anschluss sprak hij zich regelmatig in het openbaar tegen Hitler uit.
Toen de Duitsers in 1938 Oostenrijk annexeerden, had hij in grote moeilijkheden kunnen raken, maar als hij al werd gearresteerd, was zijn achternaam of rechtstreeks ingrijpen door zijn broer voldoende om hem weer vrij te krijgen. Göring maakte hier dankbaar gebruik van. Zo zag hij een keer een groep Joden, die door de SS gedwongen werd de straat te schrobben. Zonder zich te bedenken trok hij zijn jas uit, ging ook op handen en knieën en deed met hen mee. Daarop beëindigde de verantwoordelijke SS-officier deze openbare vernedering.
Albert Göring maakte zich zeer verdienstelijk door velen te helpen het land te verlaten. Zijn oude werkgever, de filmproducent Oskar Pilzer, was Joods en toen deze werd gearresteerd wendde Göring zijn invloed aan om hem en zijn familie vrij en het land uit te krijgen. Toen de beroemde componist Franz Lehár door de autoriteiten bedreigd werd omdat diens vrouw Joods was, regelde Göring voor haar een Ariër-status. Uit dankbaarheid droeg Lehár later een compositie aan hem op.
Later verhuisde Göring naar Pilsen waar hij exportmanager in de Škoda-fabriek werd. Daar moedigde hij sabotageactiviteiten van het personeel aan waardoor het kon gebeuren dat een inwoner van Rochester na een bombardement een "bom" uit de Škoda-fabriek vond die niet met explosieven maar met zand was gevuld. Ook zond hij ten minste eenmaal een vrachtwagen naar een concentratiekamp onder het mom arbeiders voor zijn fabriek nodig te hebben. Een groot aantal gevangenen werd aan hem overgedragen en door hem diep in de bossen vrijgelaten.
Herhaaldelijk pleitte Albert Göring bij zijn broer voor vrijlating of betere behandeling van individuele Joden en dissidenten. Deze ging vaak op de verzoeken in, waarschijnlijk om Albert te laten zien hoe machtig hij was, maar wellicht zal het voor Hermann ook een goede aanleiding zijn geweest de macht van zijn concurrenten Reinhard Heydrich en Heinrich Himmler in te perken.
Overigens was Albert niet de enige Göring die het opnam tegen de nazi's. Zijn neef Werner was voor de oorlog geëmigreerd naar de Verenigde Staten en vloog 48 missies boven Duitsland in een B-17 (zijn co-piloot had geheime orders hem dood te schieten als hij zou proberen in Duitsland te landen). Zijn neef Henchz woonde in Polen en werd geëxecuteerd toen hij weigerde zijn Joodse buren in de steek te laten toen die door een SS-commando werden uitgeroeid.

## Na de oorlog
Albert Göring werd na de bevrijding gearresteerd en gehoord in Neurenberg. Hij zat twee jaar achter de tralies, enkel en alleen vanwege zijn achternaam. Pas nadat getuigenissen werden afgelegd over zijn daden werd hij 'vrijgelaten'. Voor zijn eigen veiligheid werd hij overgebracht naar Argentinië, waar hij enkele jaren woonde. Er volgden bittere jaren met perioden van werkloosheid, waarin hij financieel werd bijgestaan door mensen wier levens hij gered had.
Daarna woonde hij in München, waar hij werkte als vertaler en ontwerper bij een bouwbedrijf. De man die zijn jeugd doorbracht in kastelen sleet zijn laatste jaren in een kleine flat. Vele jaren na zijn dood was hij totaal vergeten. In het herinneringscentrum Yad Vashem wordt zijn naam niet vermeld. Pas na de publiciteit rond Oskar Schindler, die een paar honderd kilometer van Göring verwijderd vergelijkbare daden had verricht, werd zijn naam aan de vergetelheid ontrukt.